# Marlies Sazima
Marlies Sazima (1948) es una botánica, taxónoma, palinóloga, curadora, geobotánica, y profesora brasileña.

## Biografía
En 1970, obtuvo el diploma de ciencias biológicas por la Universidad de São Paulo. En 1974, guiada por el Dr. Eurico Cabral de Oliveira (1940) completó su maestría en biología, por la Universidad de São Paulo, defendiendo la tesis Estrutura e reprodução de Lomentaria rawitscheri (Rodophyta, Rhodymeniales). Posteriormente, en 1978, obtuvo el Ph.D. en ciencias naturales (énfasis en botánica) por la misma casa de estudios.
Desde 1971, desarrolla actividades académicas y científicas, como profesora e investigadora científica en el Instituto de Botánica, de la Universidad de São Paulo. Actualmente es profesora, ms-6 en la Universidad Estatal de Campinas. Tiene experiencia en botánica, con énfasis en biología de la polinización, actuando sobre polinización, colibríes, murciélagos, abejas y selva tropical.
En el periodo entre 1983 a 1984, realizó el posdoctorado, por la Johannes Gutenberg Universität Mainz, con una beca de la Alexander Von Humboldt Stiftung.
Es autora en la identificación y nombramiento de nuevas especies para la ciencia, a abril de 2015, de un nuevo registro de especies, especialmente de la familia Fabaceae, y en especial del género Mucuna (véase más abajo el vínculo a IPNI).

## Algunas publicaciones
- MARUYAMA, Pietro Kiyoshi; VIZENTIN-BUGONI, Jeferson; DALSGAARD, Bo; SAZIMA, Ivan; SAZIMA, Marlies. 2015. PB Nectar robbery by a hermit hummingbird: association to floral phenotype and its influence on flowers and network structure. Oecologia 1-11

- AMORIM, FELIPE W.; WYATT, GRAHAM E.; SAZIMA, MARLIES. 2014. Low abundance of long-tongued pollinators leads to pollen limitation in four specialized hawkmoth-pollinated plants in the Atlantic Rain forest, Brazil. Naturwissenschaften 101: 893-905

- PANSARIN, LUDMILA M.; PANSARIN, EMERSON R.; SAZIMA, MARLIES. 2014. Osmophore structure and phylogeny of Cirrhaea (Orchidaceae, Stanhopeinae). Botanical Journal of the Linnean Society (impreso) 176: 369-383

- VIZENTIN-BUGONI, J.; MARUYAMA, P. K.; SAZIMA, M. 2014. Processes entangling interactions in communities: forbidden links are more important than abundance in a hummingbird-plant network. Proceedings - Royal Society. Biological Sciences (impreso) 281: 20132397-20132397

- SIGRIST, MARIA ROSÂNGELA; SAZIMA, MARLIES. 2014. Phenology, reproductive biology and diversity of buzzing bees of sympatric Dichorisandra species (Commelinaceae): breeding system and performance of pollinators. Plant Systematics and Evolution 330: 1-9

- NUNES, C. E. P.; CASTRO, Marília de Moraes; GALETTO, Leonardo ; SAZIMA, M. 2013. Anatomy of the floral nectary of Ornithophilous (Orchidaceae: Sobralieae)'. Botanical Journal of the Linnean Society (impreso) 171: 764-772

- ARAÚJO, Francielle P. de ; SAZIMA, M.; OLIVEIRA, P. E. A. M. 2013. The assembly of plants used as nectar sources by hummingbirds in a Cerrado area of Central Brazil. Plant Systematics and Evolution 299: 1119-1133

- AMORIM, F. W.; GALETTO, L.; SAZIMA, M. 2013. Beyond the pollination syndrome: nectar ecology and the role of diurnal and nocturnal pollinators in the reproductive success of Inga sessilis (Vell.) Mart. (Fabaceae). Plant Biology (Stuttgart) 15: 317-327

- ROCCA, MÁRCIA A.; SAZIMA, MARLIES. 2013. Quantity versus quality: identifying the most effective pollinators of the hummingbird-pollinated Vriesea rodigasiana E.Morren (Bromeliaceae). Plant Systematics and Evolution 299: 97-105

- OTÁROLA, MAURICIO FERNÁNDEZ ; SAZIMA, MARLIES ; SOLFERINI, VERA N. 2013. Tree size and its relationship with flowering phenology and reproductive output in Wild Nutmeg trees. Ecology and Evolution 1: n/a-n/a

- BRITO, V. L. G.; SAZIMA, M. 2012. Tibouchina pulchra (Melastomataceae): reproductive biology of a tree species at two sites of an elevational gradient in the Atlantic Rainforest in Brazil. Plant Systematics and Evolution 298: 1271-1279

- VARASSIN, Isabela G.; SAZIMA, M. 2012. Spatial heterogeneity and the distribution of bromeliad pollinators in the Atlantic Forest. Acta Oecologica (Montrouge) 43: 104-112

- SANTOS, Ana Paula Milla dos; FRACASSO, C. M.; SANTOS, M. L.; ROMERO, R.; SAZIMA, M.; OLIVEIRA, Paulo E.; OLIVEIRA, P. E. A. M. 2012. Reproductive biology and species geographical distribution in the Melastomataceae: a survey based on New World taxa. Annals of Botany (impreso) 110: 667-679

- PANSARIN, Emerson R.; SALATINO, A.; PANSARIN, L. M.; SAZIMA, M. 2012. Pollination systems in Pogonieae (Orchidaceae: Vanilloideae): A hypothesis of evolution among reward and rewardless flowers. Flora (Jena): 849-861

- MORÉ, MARCELA; AMORIM, FELIPE W.; BENITEZ-VIEYRA, SANTIAGO; MEDINA, A. MARTIN; SAZIMA, MARLIES; COCUCCI, ANDREA A. 2012. Armament Imbalances: Match and Mismatch in Plant-Pollinator Traits of Highly Specialized Long-Spurred Orchids. Plos One 7: e41878

- LUNAU, K.; PAPIOREK, S.; E ; SAZIMA, M. 2011. Avoidance of achromatic colours by bees provides a private niche for hummingbirds. Journal of Experimental Biology 214: 1607-1612

- AGOSTINI, Kayna; SAZIMA, M.; GALETTO, Leonardo. 2011. Nectar production dynamics and sugar composition in two Mucuna species (Leguminosae, Faboideae) with different specialized pollinators. Naturwissenschaften 98: 933-942

- DALSGAARD, B.; MAGARD, E.; FJELDSA, J.; GONZALEZ, A. M. M.; RAHBEK, C.; OLESEN, J.M.; OLLERTON, J.; ALARCÓN, R.; ARAÚJO, A. C.; COTTON, P.A.; LARA, C.; MACHADO, C.G.; SAZIMA, I.; SAZIMA, M.; TIMMERMANN, A.; WATTS, S.; SANDEL, B.; SUTHERLAND, W.J.; SVENNING, J.-C. 2011. Specialization in plant-hummingbird networks is associated with species richness, contemporary precipitation and quaternary climate-change velocity. Plos One 6: 1-7

- WYATT, G. E.; SAZIMA, M. 2011. Pollination and reproductive biology of thirteen species of Begonia in the Serra do Mar State Park, São Paulo, Brazil. Journal of Pollination Ecology 6: 95-107

- ROCCA, M. A. A.; SAZIMA, M. 2010. Beyond hummingbird-flowers: the other side of ornithophily in the neotropics. Oecologia Australis 14: 67-99

- BRITO, V. L. G.; PINHEIRO, M.; SAZIMA, M. 2010. Sophora tomentosa e Crotalaria vitellina (Fabaceae): biologia reprodutiva e interações com abelhas na restinga de Ubatuba, São Paulo. Biota Neotropica (edición en portugués, en línea) 10: 185-192

- ÁVILA JÚNIOR, Rubem S. de; CRUZ-BARROS, M. A. V.; CORREA, A. M. S.; SAZIMA, M. 2010. Tipos polínicos encontrados em esfingídeos (Lepidoptera, Sphingidae) em floresta atlântica do sudeste do Brasil: uso da palinologia no estudo de interações ecológicas. Revista Brasileira de Botânica (impreso) 33: 415-424

- SAZIMA, I.; SAZIMA, Cristina; SAZIMA, M. 2009. A catch-all leguminous tree: pollination of Erythrina velutina by vertebrates at an oceanic island. Australian Journal of Botany 57: 26-30

- PANSARIN, L. M.; CASTRO, Marília de Moraes; SAZIMA, M. 2009. Osmophore and elaiophores of Grobya amherstiae (Catasetinae, Orchidaceae) and their relation to pollination. Botanical Journal of the Linnean Society 159: 408-415

- SAZIMA, Ivan; PINHEIRO, M.; SAZIMA, M. 2009. A presumed case of functional convergence between the flowers of Schizolobium parahyba (Fabaceae) and species of Malpighiaceae. Plant Systematics and Evolution 281: 247-250

- AGOSTINI, Kayna; FORNIMARTINS, Eliana R.; TOZZI, Ana Maria Goulart de Azevedo; SAZIMA, M. 2009. Microsporogenesis and pollen morphology of Mucuna japira and M. urens (Leguminosae, Faboideae, Phaseoleae). Phytomorphology (Delhi) 59: 69-77

- FREITAS, L.; SAZIMA, M. 2009. Floral biology and mechanisms of spontaneous self-pollination in five neotropical species of Gentianaceae. Botanical Journal of the Linnean Society 160: 357-368

## Libros

### Capítulos
- BUZATO, S.; GIANNINI, T. C.; MACHADO, I. C.; SAZIMA, M.; SAZIMA, I. 2012. Polinizadores vertebrados: uma visão geral para as espécies brasileiras. In: Imperatriz-Fonseca, V.L.; Canhos, D.A.L.; Alves, D. A. & Saraiva, A. M. (orgs.) Polinizadores no Brasil - contribuição e perspectivas para a biodiversidade, uso sustentável, conservação e serviços ambientais. 1.ª ed. São Paulo: Edusp, p. 1-485.

- ROCCA, M. A. A.; SAZIMA, M. 2010. The study of interactions between birds and flowers in the Neotropics: a matter of point of view. In: Ulrich, P. K.; Willett, J. H. (orgs.) Trends in Ornithology Research. New York: Nova Science Publishers, p. 197-207.

- SAZIMA, M. 2009. Reserva de Paranapiacaba: Flores e Polinizadores. In: Lopes, M.I.M.S.; Kirizawa, M. & Melo, M.M.R.F. (orgs.) Patrimônio da Reserva Biológica do Alto da Serra de Paranapiacaba A antiga Estação Biológica do Alto da Serra. São Paulo. São Paulo: Imprensa Oficial do Estado, p. 405-418.

- ROCCA, M. A. A.; SAZIMA, M. 2009. The study of interactions between birds and flowers in Neotropics: a matter of point of view. In: Rocca, M.A. & Sazima, M. (orgs.) Trends in Ornithology Research. New York: Nova Science Publishers, Inc., p. 1-11.

- BARBOSA, A. A. A.; SAZIMA, M. 2007. Biologia reprodutiva de plantas herbáceo-arbustivas de uma área de Campo Sujo de Cerrado. In: Sueli Matiko Sano; Semíramis Pedrosa de Almeida; José Felipe Ribeiro (orgs.) Cerrado: Ecologia e Flora. Brasília, DF: Embrapa, v. 1, p. 291-307.

- SINGER, R. B.; SAZIMA, M. 2004. Abelhas euglossini como polinizadoras de orquídeas na região de Picinguaba, São Paulo, Brasil. In: Fabio de Barros; Gilberto B. Kerbauy (orgs.) Orquidologia sul-americana: uma compilação científica. São Paulo: Edusp, p. 175-187.

- FISCHER, Erich A.; SAZIMA, M.; ARAUJO, Andréa C. 2004. As bromélias na região do Rio Verde. In: Otavio A. V. Marques; Wânia Duleba (orgs.) Estação Ecológica Juréia-Itatins. Ambiente físico, flora e fauna. Ribeirão Preto: Holos, Editora, p. 162-171.

- FIGUEIREDO, Rodolfo A. de; SAZIMA, M. 2004. Pollination Ecology and Resource Partitioning in Neotropical Pipers. In: Lee A. Dyer; Aparna D. M. Palmer (orgs.) Piper: a model genus for studies of phytochemistry, ecology, and evolution. New York: Kluwer Academic/Plenum Publishers, p. 33-57.

## Resúmenes expandidos publicados en anales de congresos
En 57.º Congresso Nacional de Botânica, Gramado. 2006.
- ROCCA, M. A. A.; SAZIMA, M. Ornitofilia em Mata Atlântica de encosta: sub-bosque versus dossel.
- PINHEIRO, M.; SAZIMA, M. Visitantes florais e polinizadores de seis espécies arbóreas de Leguminosae melitófilas na Mata Atlântica no sudeste do Brasil.

En Resumos XV Congresso da Sociedade Botânica de São Paulo. Ubatuba. 2004. v. 1.
- AGOSTINI, Kayna; SAZIMA, M. Características do néctar associadas às síndromes de polinização de duas espécies de Mucuna Adans (Fabaceae) no litoral norte de São Paulo.
- ROCCA, Marcia A. A.; SAZIMA, M. Sazonalidade e distribuição vertical de recursos florais para aves em mata atlântica de encosta: resultados parciais ao nível de comunidade.
- SAZIMA, M.; SANMARTINGAJARDO, Ivonne. Caracteres florais associados aos polinizadores em espécies da tribo Sinningieae: uma análise filogenética comparativa.

## Becas
- 2013: tercer lugar en la categoría 'Ciências Naturais' del 55.º Prêmio Jabuti, Camara Brasileira do Livro.

## Membresías
- Sociedad Botánica de Brasil[12]

### de Cuerpo editorial
- 1988 - 1995. Periódico: Revista Brasileira de Botânica
- 1996 - 1998. Periódico: Botanica Acta
- 2007 - actual. Periódico: Flora (Jena)
- 2010 - actual. Periódico: Plant Systematics and Evolution

## Revisora de periódico
- 1980 - 1988: Acta Amazónica
- 1981 - 1997: Ciência e Cultura (SBPC)
- 1984: Anais da Sociedade Botanica de São Paulo
- 1986: Boletim de Botanica da Universidade de São Paulo
- 1989: Hoehnea (São Paulo)
- 1989: Ceres e Experientiae
- 2003 - 2004: Botanical Journal of the Linnean Society
- 2003 - 2004: Australian Journal of Botany
- 2007 - actual: Annals of Botany
- 2007 - actual: Revista Brasileira de Botânica
- 2007 - actual: Plant Biology
- 2007 - actual: Biotropica (Lawrence, KS)
- 2007 - actual: Plant Systematics and Evolution
- 2007 - actual: Flora (Jena)
- 2007 - actual: Annals of the Missouri Botanical Garden
- 2007 - 2008: Botanica Acta
- 2007 - 2008: Acta Botanica Brasilica
- 2010 - actual: The Journal of theTorrey Botanical Society
- 2010 - actual: Naturwissenschaften
- 2010 - actual: Brazilian Archives of Biology and Technology (impreso)
- 2011: Ornitología Neotropical
- 2012: Plant Species Biology

## Revisora de Proyecto de fomento
- 1986 - actual: Conselho Nacional de Desenvolvimento Científico e Tecnológico
- 1983 - actual: Fundação de Amparo à Pesquisa do Estado de São Paulo
- 2011: Fundação de Amparo à Pesquisa do Espírito Santo
- 2003 - 2006: Fondo para la Investigación Científica e Tecnológica
- 2001 - 2013: National Geographic Society
- 2007: John Simon Guggenheim Memorial Foundation
- 2006 - actual: Programa Institucional de Bolsas de Iniciação Científica/Unicamp
- 2008 - 2010: Czech Science Foundation
- 2012: National Research Foundation

- Portal:Biografías. Contenido relacionado con Botánica.
- Portal:Biología. Contenido relacionado con Taxonomía.